# Mama Said Knock You Out
Az 1990-es Mama Said Knock You Out LL Cool J negyedik nagylemeze, amely a kritikai kudarcnak számító Walking with a Panther után jelent meg. Szerepel az 1001 lemez, amit hallanod kell, mielőtt meghalsz című könyvben.
Az album négy sikeres kislemezt adott: The Boomin' System, Around the Way Girl, Mama Said Knock You Out és 6 Minutes Of Pleasure. Az album a 16. helyig jutott az amerikai albumlistákon, dupla platina lett.

## Az album dalai
|     | Cím                                        | Szerző(k)                                              | Hossz |
| --- | ------------------------------------------ | ------------------------------------------------------ | ----- |
| 1.  | The Boomin' System                         | LL Cool J, James Todd Smith, Marlon Williams           | 3:43  |
| 2.  | Around The Way Girl                        | LL Cool J, Smith, Williams                             | 4:08  |
| 3.  | Eat 'em Up, L Chill                        | LL Cool J, Smith, Williams                             | 4:39  |
| 4.  | Mr. Good Bar                               | LL Cool J, Smith, Williams                             | 3:44  |
| 5.  | Murdergram                                 | LL Cool J, Smith, Williams                             | 3:56  |
| 6.  | Cheesy Rat Blues                           | LL Cool J, Smith, Williams                             | 5:09  |
| 7.  | Farmers Blvd. (Our Anthem)                 | LL Cool J, Smith, Williams                             | 4:28  |
| 8.  | Mama Said Knock You Out                    | LL Cool J, Williams                                    | 4:52  |
| 9.  | Milky Cereal                               | LL Cool J, Smith, Williams                             | 3:56  |
| 10. | Jingling Baby (Remixed but Still Jingling) | Brian Latture, LL Cool J, Dwayne "Muffla" Simon, Smith | 4:59  |
| 11. | To da Break of Dawn                        | LL Cool J, Smith, Williams                             | 4:34  |
| 12. | 6 Minutes of Pleasure                      | LL Cool J, Smith, Williams                             | 4:35  |
| 13. | Illegal Search                             | LL Cool J, Smith, Williams                             | 4:34  |
| 14. | The Power of God                           | LL Cool J, Smith, Williams                             | 4:19  |

## Közreműködők
- James Baynard – trombita
- Flex – háttérvokál
- David Kennedy – hangmérnök
- Darren Lighty – billentyűk, programozás, háttérvokál
- LL Cool J – dalszerző, producer, rap, ének
- Marley Marl – hangmérnök, producer
- J.T. Smith – dalszerző
- Eric Williams – háttérvokál
- Marlon Williams – dalszerző

## Fordítás
Ez a szócikk részben vagy egészben a Mama Said Knock You Out című angol Wikipédia-szócikk ezen változatának fordításán alapul.  Az eredeti cikk szerkesztőit annak laptörténete sorolja fel. Ez a jelzés csupán a megfogalmazás eredetét és a szerzői jogokat jelzi, nem szolgál a cikkben szereplő információk forrásmegjelöléseként.